# 諾阿羅齊鄉

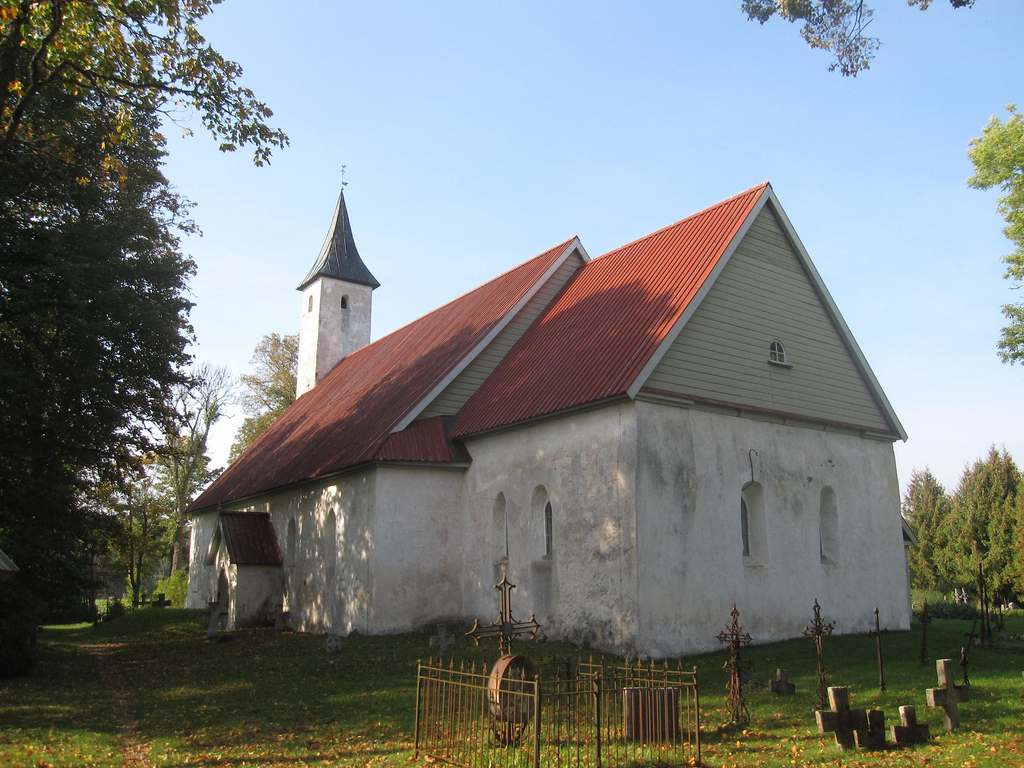
诺阿罗齐教堂

諾阿羅齊鄉，曾是愛沙尼亞萊內縣的一個鄉村型市镇位於該國西部，行政中心設於皮爾克西，面積296平方公里，2005年人口910，人口密度每平方公里3人。
2017年爱沙尼亚行政改革后，諾阿羅齊市镇与其他市镇一起合并为新的莱内-尼古拉市镇。